# 菲拉德爾菲亞 (瓜納卡斯特省)
10°26′50″N 85°33′7″W / 10.44722°N 85.55194°W

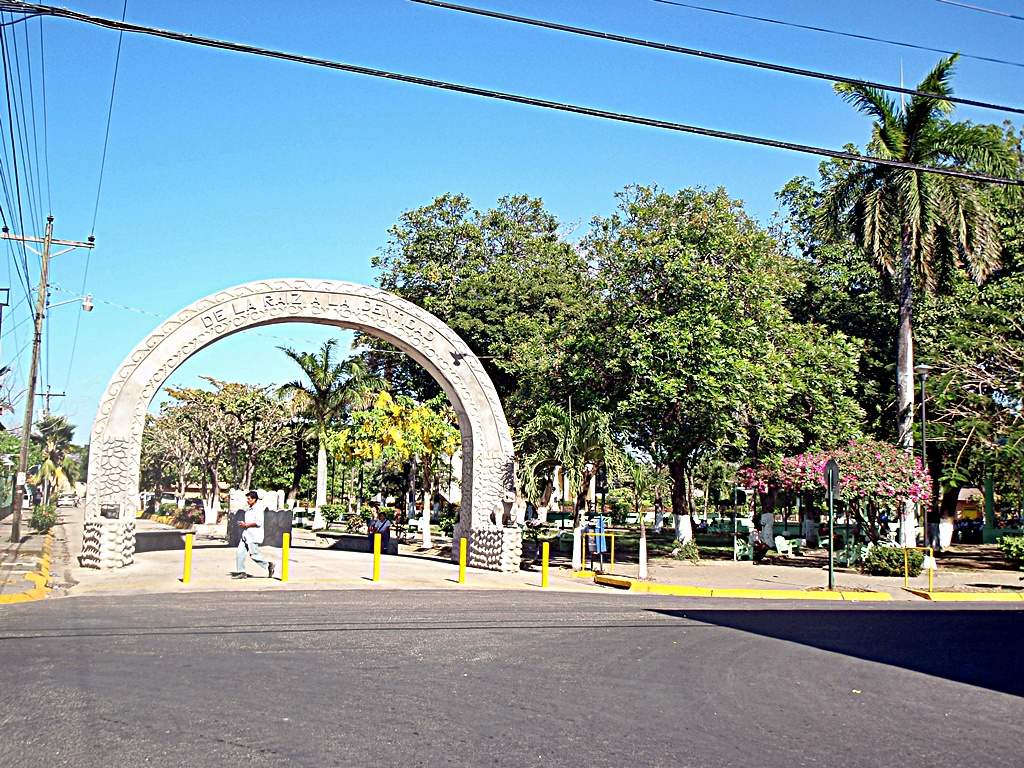

菲拉德爾菲亞（西班牙語：Filadelfia），是哥斯達黎加的城鎮，位於該國西北部，由瓜納卡斯特省負責管轄，面積125.01平方公里，海拔高度17米，2013年人口8,141人，人口密度每平方公里65人。

## 參考資料

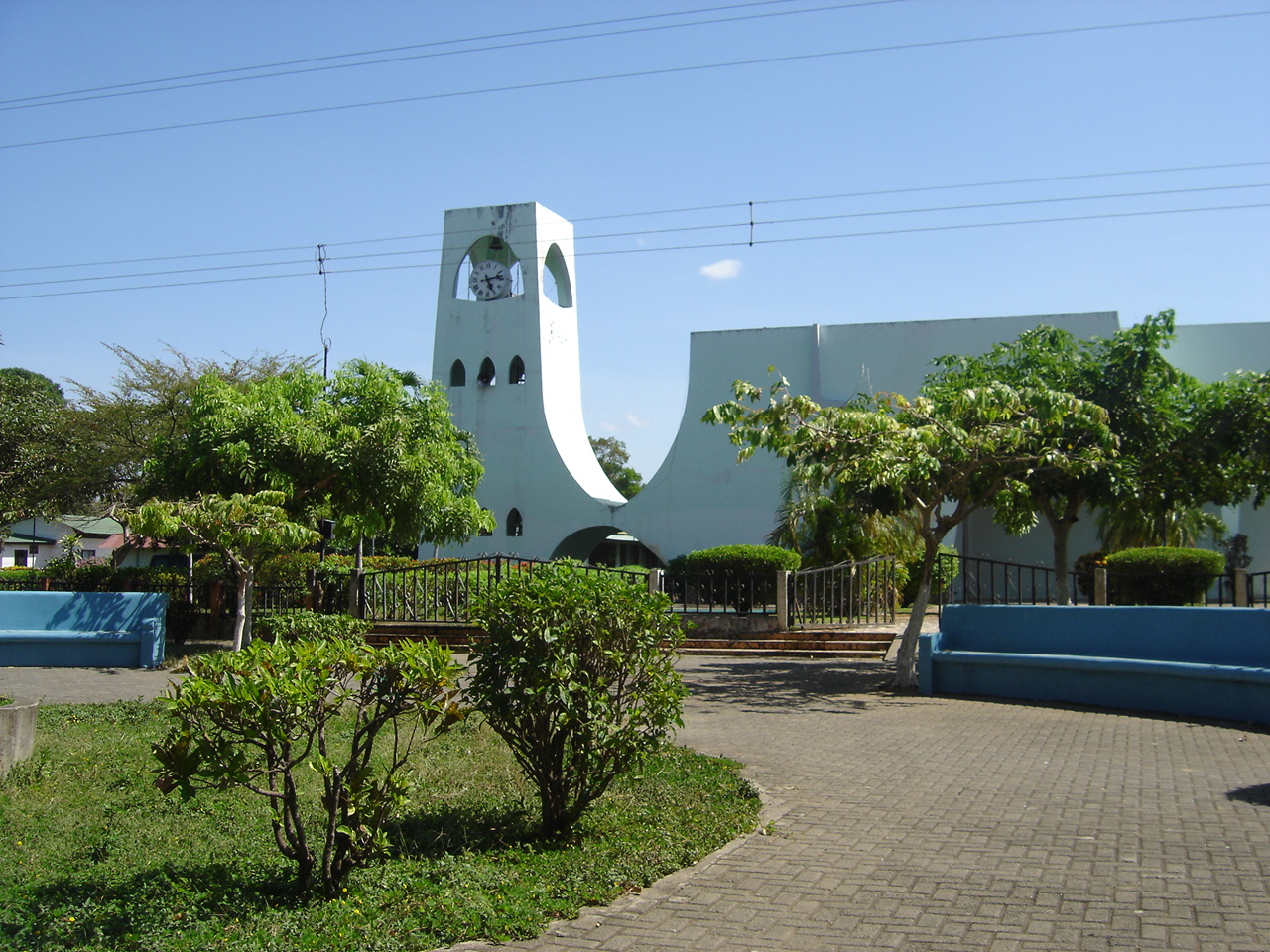

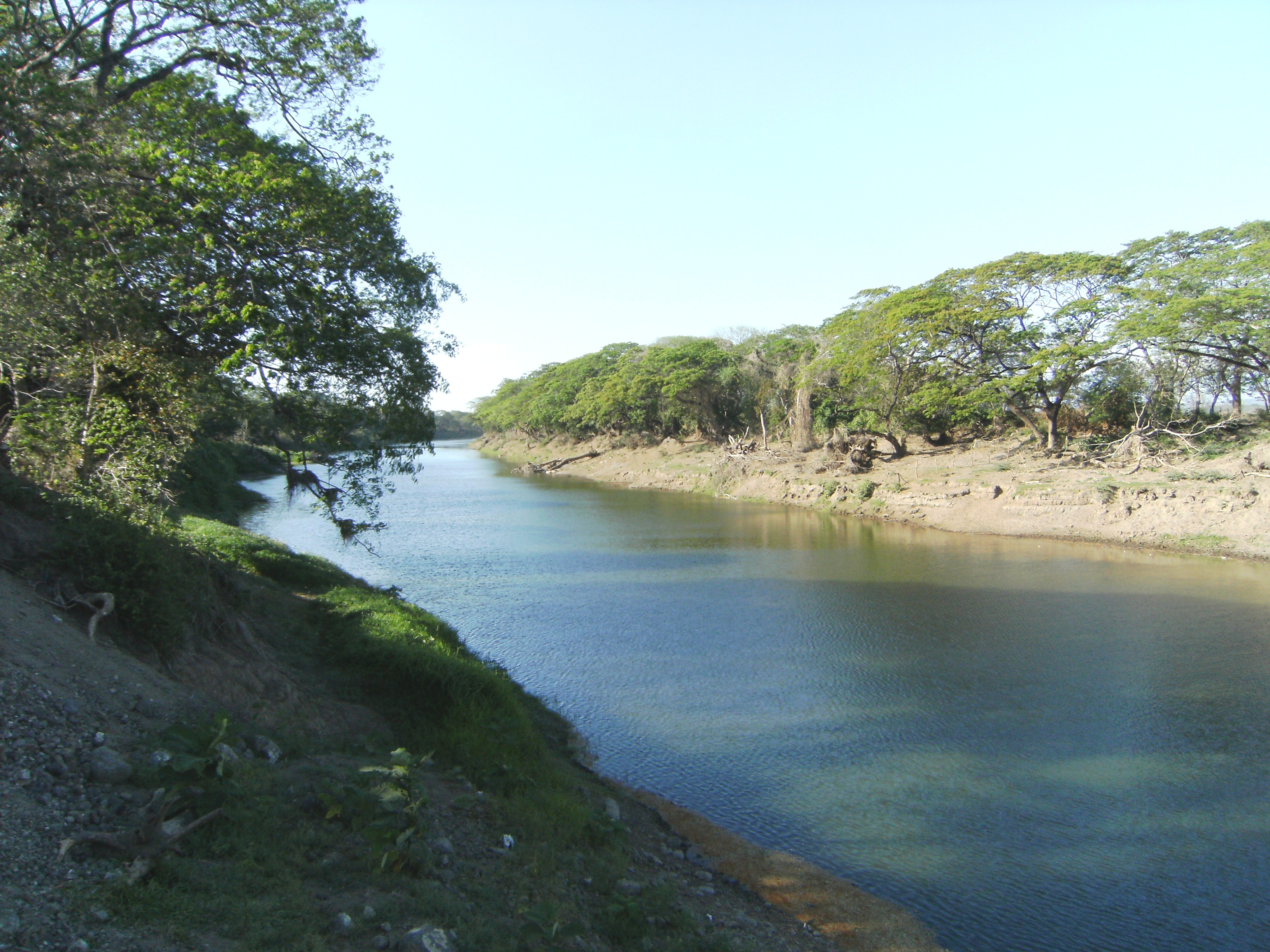

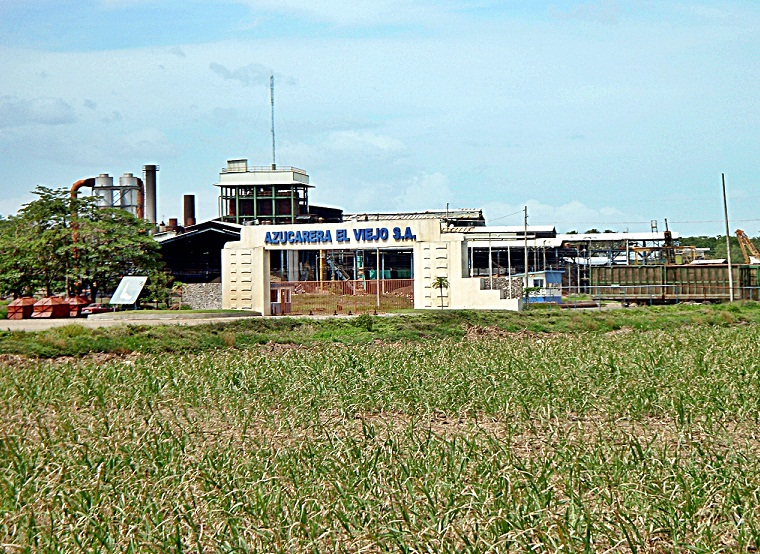

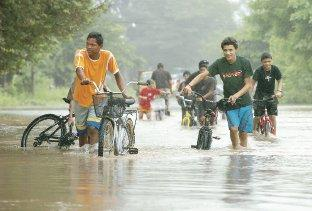

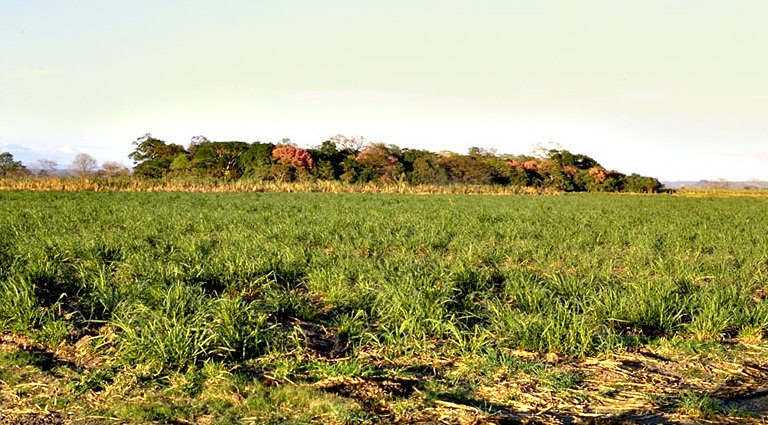